# 渡辺華奈
渡辺 華奈（わたなべ かな、1988年8月21日 - ）は、日本の柔道家、総合格闘家。東京都出身。FIGHTER’S FLOW所属。
柔道での階級は57kg級と63kg級。身長167cm。血液型はO型。組み手は右組み。得意技は内股。

## 経歴

### 柔道
柔道は7歳の時に臨海塾で始めた。渋谷教育学園渋谷中学3年の時に全国中学校柔道大会の63kg級に出場するが3回戦で敗れた。渋谷教育学園渋谷高校1年の時には全国高校選手権で5位だった。2年の時には金鷲旗で1年後輩の中村美里などとともに活躍して決勝まで進むも、埼玉栄高校に敗れて2位にとどまった。インターハイの個人戦では決勝で岡豊高校3年の和田麻未に敗れて2位、団体戦では3位だった。全国高校選手権の団体戦では中村とともに活躍して決勝まで進むが、三田松聖高校に敗れて2位に終わった。3年の時にはアジアジュニアで優勝するも、全日本ジュニアでは3位だった。
2007年には東海大学へ進学した。1年の時に全日本ジュニアで優勝した。3年の時には講道館杯で5位となった。4年の時には体重別に出場するも、初戦で了徳寺学園職員の田中美衣に巴投で敗れた。学生体重別では3位に入った。
2011年にJR東日本の所属となると、2013年の実業個人選手権で3位となった。その後、57kg級に階級を変更すると、2016年の実業団体ではコマツ戦で前年の講道館杯優勝者の石川慈を技ありで破るなどしてチームの2位に貢献した。この際に優秀選手賞を受賞している。アジアオープン・台北では決勝で自衛隊体育学校の金子瑛美に敗れて2位だった。なお、ロンドンオリンピック金メダリストの松本薫とはよく練習する仲間だという。2016年の年末に会社側より来年度から選手を辞めてコーチになってほしいとの戦力外通告を受けた。2017年4月からはやむなくコーチになったものの、選手としてまだやりきっていない気持ちを抱きつつ選手の育成を続けることはできないとの思いから、僅か3ヶ月でコーチを辞めて会社も退社した。その後、知り合いの総合格闘家でもある上田貴央が主宰するFIGHTER'SFLOW（ファイターズフロウ）に加わることになった。この際に、小顔の美人ながら筋骨隆々な肉体を持つ一方で、開脚やY字バランスをこなす柔軟性も備えていると評された。なお、2017年にはTBS系列で放映された女性版のSASUKEであるKUNOICHIに2度続けて出場し、共に上位成績を収めた。

### 総合格闘技
2017年12月3日、総合格闘技デビュー戦を行い、DEEP JEWELS 18で、ひかり（佐藤ひかり、ピロクテテス新潟）と対戦。2Rに腕ひしぎ十字固めで一本勝ちして、試合後にRIZINへの出場をアピールした。

### RIZIN
2017年12月29日、RIZINデビュー戦となった、RIZIN FIGHTING WORLD GRAND-PRIX 2017 2nd ROUNDで杉山しずかと対戦し、互角の展開となるも3-0の判定勝ちを収めた。
2018年12月31日、RIZIN 平成最後のやれんのか!で杉山しずかと再戦し、右のパンチで試合開始11秒でのKO勝ちを収めた。ただし、この試合はJMOC審判のストップのタイミングの賛否が分かれる試合となった。
2019年4月21日、RIZIN.15でヤスティナ・ハバと対戦し、3-0の判定勝ちを収めた。
2019年12月29日、RIZIN共同開催であるBELLATOR JAPANの「Bellator×RIZIN 対抗戦・次鋒戦」で、RIZIN代表としてBellatorのタイトル次期挑戦者(予定)だったイララ・ジョアニと対戦し、3Rにバックマウントを奪いパウンドでTKO勝ちを収めた。試合後のインタビューやWeb番組では「来年は、RIZINに女子フライ級のベルトが作ってもらえるならそっちにも挑戦したいし、海外にもRIZIN代表として挑戦したい。」と語った。

### Bellator
2020年12月10日、RIZIN経由でBellatorと複数試合契約を結んだ事が発表された。
2021年4月2日、Belaltorデビュー戦となったBellator 255で女子フライ級ランキング4位のアレハンドラ・ララと対戦し、2-1の判定勝ち。
2021年6月25日、Bellator 261で女子フライ級ランキング2位のリズ・カムーシュと対戦し、スタンドパンチ連打で開始35秒のTKO負け。キャリア12戦目で初黒星を喫した。この試合は、それまでBellatorではコンタクトの着用が許可されていたにもかかわらず、渡辺は試合の入場時にBellatorの係員にいきなり「コンタクトを外せ」と言われ、その場で外して裸眼（視力0.05）で眼の前もまともに見えない状態で急遽戦わなくてはいけなくなった試合だった。
2022年5月13日、Bellator 281で女子フライ級ランキング2位のデニス・キールホルツと対戦し、三角絞めで2R一本勝ち。
2023年4月22日、Bellator 295で女子フライ級ランキング3位の元Bellator世界女子フライ級王者イリマ＝レイ・マクファーレンと対戦し、1-2の判定負け。この試合は渡辺が優勢だったが、地元のマクファーレンに有利な判定が出たことで判定が物議を醸した。渡辺自身も「本当にもったいない試合でした。試合後にホテルに戻ると、多くの選手から「あなたが勝っていたよ」と声をかけられました。会う人、会う人、皆に言われて…。チャンピオンのカムーシェ選手からもDMで『あなたの勝ちだ』という連絡が来ました。勝ちなら次はタイトルマッチだっただけに本当に悔しいです」と話した。
2023年7月30日、超RIZIN.2で女子フライ級ランキング7位のヴィタ・アルテイガと対戦し、3-0の判定勝ちを収めた。
2024年4月5日、PFL 1: 2024 Regular Seasonでフライ級リーグに参戦。元UFC選手のシャナ・ヤングと対戦し、組みの展開で圧倒し3-0の判定勝ち。この試合は前日計量でヤングが1.18kg計量オーバーしたことから失格となり、契約体重より約2kg重いキャッチウエイト（58.51kg）で試合は行われた。また、この試合はヤングの体重オーバーによりフライ級リーグでは無くなっていたにもかかわらず、体重を守った渡辺はPFLから「試合を断ったら、渡辺がPFLのフライ級リーグとこの試合から棄権したこととなり別の選手が出場する」と言われ、渡辺が試合内容に関係のあるペナルティは一切無しの不利なキャッチウエイトでの試合を引き受けた試合だった。
2024年6月13日、PFL 4: 2024 Regular Seasonでリズ・カムーシュと対戦し、試合終了直前に腕十字固めで一本負けを喫した。

## 人物・エピソード
- 柔道仲間からはパトとあだ名で呼ばれており、渡辺があだ名の理由を2年先輩の平井希に尋ねられると、本名は｢渡辺パトリシア華奈｣というハーフだと騙って数年間も相手を信じ込ませた。実際は友人が飼っていたパトリシアという名のインコと似ていたためにパトと呼ばれていただけだった[2][28]。

## 総合格闘技の戦績
| 総合格闘技 戦績 | 総合格闘技 戦績 | 総合格闘技 戦績 | 総合格闘技 戦績 | 総合格闘技 戦績 | 総合格闘技 戦績 | 総合格闘技 戦績 |
| --------------- | --------------- | --------------- | --------------- | --------------- | --------------- | --------------- |
| 18 試合         | (T)KO           | 一本            | 判定            | その他          | 引き分け        | 無効試合        |
| 13 勝           | 3               | 4               | 6               | 0               | 1               | 0               |
| 4 敗            | 1               | 1               | 2               | 0               | 1               | 0               |

| 勝敗 | 対戦相手                     | 試合結果                          | 大会名                                                                      | 開催年月日     |
| ×    | ジェナ・ビショップ           | 5分3R終了 判定0-3                 | PFL 2025 World Tournament: 1st Round 2 【PFL女子フライ級トーナメント1回戦】 | 2025年4月11日  |
| ×    | リズ・カムーシュ             | 3R 4:52 腕ひしぎ十字固め          | PFL 4: 2024 Regular Season                                                  | 2024年6月13日  |
| ○    | シャナ・ヤング               | 5分3R終了 判定3-0                 | PFL 1: 2024 Regular Season                                                  | 2024年4月5日   |
| ○    | ヴィタ・アルテイガ           | 5分3R終了 判定3-0                 | 超RIZIN.2                                                                   | 2023年7月30日  |
| ×    | イリマ＝レイ・マクファーレン | 5分3R終了 判定1-2                 | Bellator 295: Stots vs. Mix                                                 | 2023年4月22日  |
| ○    | デニス・キールホルツ         | 2R 3:03 三角絞め                  | Bellator 281: MVP vs. Storley                                               | 2022年5月13日  |
| ×    | リズ・カムーシュ             | 1R 0:35 TKO（スタンドパンチ連打） | Bellator 261: Johnson vs. Moldavsky                                         | 2021年6月25日  |
| ○    | アレハンドラ・ララ           | 5分3R終了 判定2-1                 | Bellator 255: Pitbull vs. Sanchez 2                                         | 2021年4月2日   |
| ○    | イララ・ジョアニ             | 3R 4:20 TKO（パウンド）           | BELLATOR JAPAN 【RIZIN×BELLATOR対抗戦 次鋒戦】                              | 2019年12月29日 |
| ○    | カン・ヒウン                 | 1R 1:48 チョークスリーパー        | DEEP JEWELS 26                                                              | 2019年10月22日 |
| ○    | ヤスティナ・ハバ             | 5分3R終了 判定3-0                 | RIZIN.15                                                                    | 2019年4月21日  |
| ○    | ガン スミン                  | 1R 4:33 TKO（パウンド）           | DEEP JEWELS 23                                                              | 2019年3月9日   |
| ○    | 杉山しずか                   | 1R 0:11 KO（右ストレート）        | RIZIN 平成最後のやれんのか!                                                 | 2018年12月31日 |
| ○    | 赤林檎                       | 1R 4:20 腕ひしぎ十字固め          | DEEP 85 IMPACT                                                              | 2018年8月26日  |
| ○    | 奈部ゆかり                   | 5分3R終了 判定2-0                 | DEEP JEWELS 20                                                              | 2018年6月9日   |
| △    | 奈部ゆかり                   | 5分2R終了 判定1-0                 | DEEP JEWELS 19                                                              | 2018年3月10日  |
| ○    | 杉山しずか                   | 5分3R終了 判定3-0                 | RIZIN FIGHTING WORLD GRAND-PRIX 2017 2nd ROUND                              | 2017年12月29日 |
| ○    | ひかり                       | 2R 1:32 腕ひしぎ十字固め          | DEEP JEWELS 18                                                              | 2017年12月3日  |

## 柔道の戦績
63kg級での戦績
- 2005年 -　全国高校選手権　個人戦　5位
- 2005年 -　金鷲旗 2位
- 2005年 -　インターハイ　個人戦　2位　団体戦　3位
- 2006年 -　全国高校選手権　団体戦　2位
- 2006年 -　金鷲旗　5位
- 2006年 -　アジアジュニア　優勝
- 2006年 -　全日本ジュニア　3位
- 2007年 -　ロシアジュニア国際　2位
- 2007年 -　全日本ジュニア　優勝
- 2009年 -　講道館杯　5位
- 2010年 -　学生体重別　3位
- 2013年 -　実業個人選手権　3位

57kg級での戦績
- 2014年 -　実業個人選手権　5位
- 2014年 -　東日本実業団体対抗大会　優勝
- 2015年 -　実業個人選手権　5位
- 2015年 -　東日本実業団体対抗大会　優勝
- 2016年 -　フランスクラブ選手権　優勝
- 2016年 -　実業団体　2位(優秀選手賞受賞)
- 2016年 -　アジアオープン・台北　2位
- 2016年 -　ヨーロッパクラブ選手権　3位

(出典、JudoInside.com)

## テレビ出演
- KUNOICHI（2017年2月12日・2017年7月2日・2025年1月13日、TBS）
- TVチャンピオン極 〜KIWAMI〜腹筋女王決定戦（2018年4月28日、テレビ東京）[29]
- 世界まる見え!テレビ特捜部～背筋が凍る！戦慄の瞬間SP～（2018年5月21日、日本テレビ）[30]
- S☆1PLUS（2019年3月25日、TBS）
- ジャンクスポーツ～あの人に感謝スペシャル！～（2019年7月21日、TBS）
- 戦え!スポーツ内閣（2020年8月5日、毎日放送）